# Wilhelm Friedrich von Heim
Wilhelm Friedrich Heim, ab 1893 von Heim, ab 1898 Freiherr von Heim (* 11. November 1835 in Hildburghausen; † 27. Dezember 1912 in Meiningen) war ein deutscher Politiker und Staatsminister des Herzogtums Sachsen-Meiningen.

## Leben
Als Sohn eines Gerichtssekretärs geboren, studierte Heim nach dem Besuch des Gymnasiums in Hildburghausen Rechtswissenschaften in Heidelberg, Göttingen und Jena. Während seines Studiums wurde er 1855 Mitglied der Burschenschaft auf dem Burgkeller. In Jena wurde er zum Dr. iur. promoviert. Nach seinem Studium wurde er 1863 Justizassessor im Justizdienst des Herzogtums Sachsen-Meiningen, 1865 Assessor im Staatsministerium. Dort wurde er 1866 Regierungsrat und Vortragender Rat sowie 1873 Staatsrat. Von 1873 bis 1889 war er Vorstand der Ministerialabteilung des Innern, dann bis 1902 der Justizabteilung sowie der Abteilung für Kirchen- und Schulsachen und damit des Oberkirchenrates. Für diesen war er Vertreter des Herzogtums im Bundesrat. Er wurde 1890 Staatsminister. Im Staatsministerium von Sachsen-Meiningen stand er von 1890 bis 1902 der Abteilung Herzogliches Haus und Äußeres vor. 1902 ging er in den Ruhestand. Er gründete den Meininger Landesverband des Deutschen Flottenvereins und wirkte dort als Vorstand.

## Ehrungen
- Wirklicher Geheimer Rat mit dem Prädikat Exzellenz
- 1893: Herzoglich Sachsen-Ernestinischer Hausorden, Großkreuz (verbunden mit dem erblichen Adel)
- 1898: Zu seinem 25-jährigen Jubiläum als Minister wurde er in den Freiherrenstand erhoben
- Ehrenbürger von Hildburghausen
- Ehrenbürger von Pößneck
- Ehrenbürger von Heldburg